# Constantin Bărbulescu
Constantin Bărbulescu (n. 20 decembrie 1927, Turnu Severin — d. 15 februarie 2010) a fost un economist și inginer român, membru corespondent al Academiei Române din 1993. Constantin Bărbulescu a fost de asemenea și un ilustru francmason.

## Biografie
Constantin Bărbulescu a fost profesor universitar dr. ing., a îndeplinit pe rând funcțiile de șef de catedră, decan și prorector, fiind primul rector ales liber al Academiei de Studii Economice București după evenimentele din 1989, funcție pe care a deținut-o până în 1996. În anul 1997, Universitatea din Craiova i-a acordat titlul de Doctor honoris causa.
Constantin Bărbulescu a fost senator român în legislatura 1990-1992 ales în municipiul București pe listele partidului FSN. Constantin Bărbulescu l-a înlocuit pe senatorul Victor Anagnoste, după demisia acestuia din Senat în 1991. În cadrul activității sale parlamentare, Constantin Bărbulescu a fost membru în grupurile parlamentare de prietenie cu: Republica Populară Chineză, Republica Islamică Iran, Australia, Statul Israel, Republica Italiană.

## Activitatea masonică
În 1936 îl întâlnește pe inginerul Victor Stroescu, venit din Franța, care-l introduce în lumea Masoneriei, în 1938 fiind inițiat în Loja Isis din Orientul București (unde activează timp de un an, până la trecerea în adormire a Masoneriei române). La reaprinderea luminilor, în 1944 este membru în Loja Osiris, iar în 1948, când s-a intrat din nou în adormire, era Maestru Venerabil al Lojii Cosmos. După ultima reaprindere a luminilor din 1993 a fost Mare Orator al Marii Loji Naționale din România, între 1993 și 1996, Maestru Venerabil ad Vitam al Lojii "George Washington", Locotenent Mare Comandor al Supremului Consiliu de Rit Scoțian Antic și Acceptat și Mare Comandor ad Interim al Supremului Consiliu de Grad 33 și Ultim de la Paris pentru România. În 2003, s-au aprins luminile Lojii Constantin Bărbulescu nr. 157 din Orientul București; în 2008, acest atelier număra: 37 membri activi, dintre care 26 sunt maeștri, 6 sunt calfe, 5 sunt ucenici. Pe lângă lojă funcționează o asociație cu același nume.

## Lucrări
Este autor a numeroase studii, articole și cărți dintre care le amintim pe cele publicate în Editura Economică:
- Sistemele strategice ale întreprinderii, 1999
- Pilotajul performant al întreprinderii, 2000
- Diagnosticarea întreprinderilor în dificultate economică. Strategii și politici de redresare și dinamizare a activității, 2002
- Pentru creșterea competitivității întreprinderilor românești pe piața Uniunii Europene, 2005